# جده واتانابه
جده واتانابه (به انگلیسی: Gedde Watanabe) (زاده ۲۶ ژوئن ۱۹۵۵) بازیگر، کمدین آمریکایی است.
از فیلم‌هایی که وی در آن نقش داشته است می‌توان به گانگ هو، گرملین‌ها ۲، داوطلبان، گوئین‌اور، راهنمایی والدین و اد تی‌وی اشاره کرد.